# Killington (Devon)
Killington is een plaats in het Engelse graafschap Devon. Killington komt in het Domesday Book (1086) voor als 'Cheneoltone' / 'Cheneoltona', met 4 huishoudens op het landgoed.